# 源氏物語表白
源氏物語表白（げんじものがたりひょうびゃく）とは、源氏供養の場において唱えられた表白文である。
「源氏供養表白」、「源氏表白」、「仮名表白」などと呼ばれることもある。

## 概要
源氏供養とは、 平安時代末期から室町時代にかけて行われていた源氏物語および源氏物語を書いたために地獄に堕ちたとされる作者の紫式部そして源氏物語の読者たちを供養するための法会であり、その源氏供養の場で唱えられる表白文として造られたのがこの「源氏物語表白」である。源氏供養の場で唱えるために造られた表白文はいくつか存在するが、この「源氏物語表白」はその中では代表的なものとされる。安居院の法印聖覚が作ったと伝えられるが確実な根拠はない。
本表白は和文体で書かれている。漢文体で書かれている同種のものに聖覚の父澄憲が造ったと伝えられる「源氏一品経」（「源氏一品経表白」と呼ばれることもある。）や、『源氏物語願文』、『賦光源氏物語詩序』などがある。
本表白では、桐壺から始まり夢浮橋で終わる源氏物語の巻名を順に詠み込んでいるが、これは源氏供養の場で源氏物語と決別するために源氏物語の写本を順番に火にくべていったことに由来すると考えられている。

## 本文
表白文単独で伝えられているものと、『源氏供養草子』とも呼ばれる「高僧（聖覚）が長年源氏物語に耽溺したため仏の教えに専心出来ないとする女人の依頼により女人や紫式部を供養するためにこの表白文を作った」という内容の物語仕立てでこの表白文が出来た経緯を説明した文と共に伝えられているものとがある。流布本としては湖月抄等の江戸時代の版本に収められたものがある。
主要な写本として以下のようなものがある。
- 桂宮本（宮内庁書陵部蔵）
- 石山寺旧蔵国立国会図書館蔵本

## 翻刻文
- 伊井春樹『源氏物語の伝説』昭和出版、1976年（昭和51年）10月。
- 「源氏物語表白」『無名草子』輪読会編『無名草子　注釈と資料』和泉書院、2004年（平成16年）2月。 ISBN 4-7576-0247-2
- 湯浅幸代「源氏物語表白」日向一雅編『源氏物語と仏教　仏典・故事・儀礼』青簡舎、2009年（平成21年）3月、pp.. 235-249。　 ISBN 978-4-903996-16-5